# Los Pepes
Los Pepes (spanisch Perseguidos por Pablo Escobar, Verfolgte von Pablo Escobar) waren eine kolumbianische paramilitärische Todesschwadron. Ihr Ziel war die Beseitigung von Pablo Escobar, der führenden Person des Medellín-Kartells, einem Zusammenschluss verschiedener Kokainproduzenten und -schmuggler. In einem Interview mit dem kolumbianischen Nachrichtenmagazin Semana behauptete Fidel Castaño, er sei der Gründer der Los Pepes.
Gegründet wurde die Vereinigung Anfang der 1990er Jahre vom konkurrierenden Cali-Kartell, ehemaligen Partnern Escobars (besonders Diego Murillo Bejarano, genannt Don Berna oder Cdte. Adolfo Paz) und Paramilitärs (Castaño-Brüder, Gründer der Autodefensas Unidas de Colombia (AUC)). Der Grund war die von Escobar angeordnete Ermordung der Anführer des Moncada- und des Galeano-Clans in Escobars Gefängnis La Catedral. Es wurde mehrfach vermutet, dass sowohl kolumbianische als auch US-amerikanische Geheimdienste und Strafverfolgungsbehörden die Vereinigung unterstützten.
Los Pepes waren für die Ermordung von über 300 Gefolgsleuten und Verwandten von Escobar verantwortlich. Nach Escobars Tod 1993 gingen die Pepes in der Autodefensas Unidas de Colombia auf.